# Alenka Dovžan
Alenka Dovžan (n. 11 februarie 1976, Piran, Comuna Piran, Slovenia) este o schior alpin sloven, medaliată olimpică. A participat la 3 ediții ale Jocurilor Olimpice (1994, 1998, 2002) în care a câștigat o medalie de bronz.